# Omar Rodríguez-López

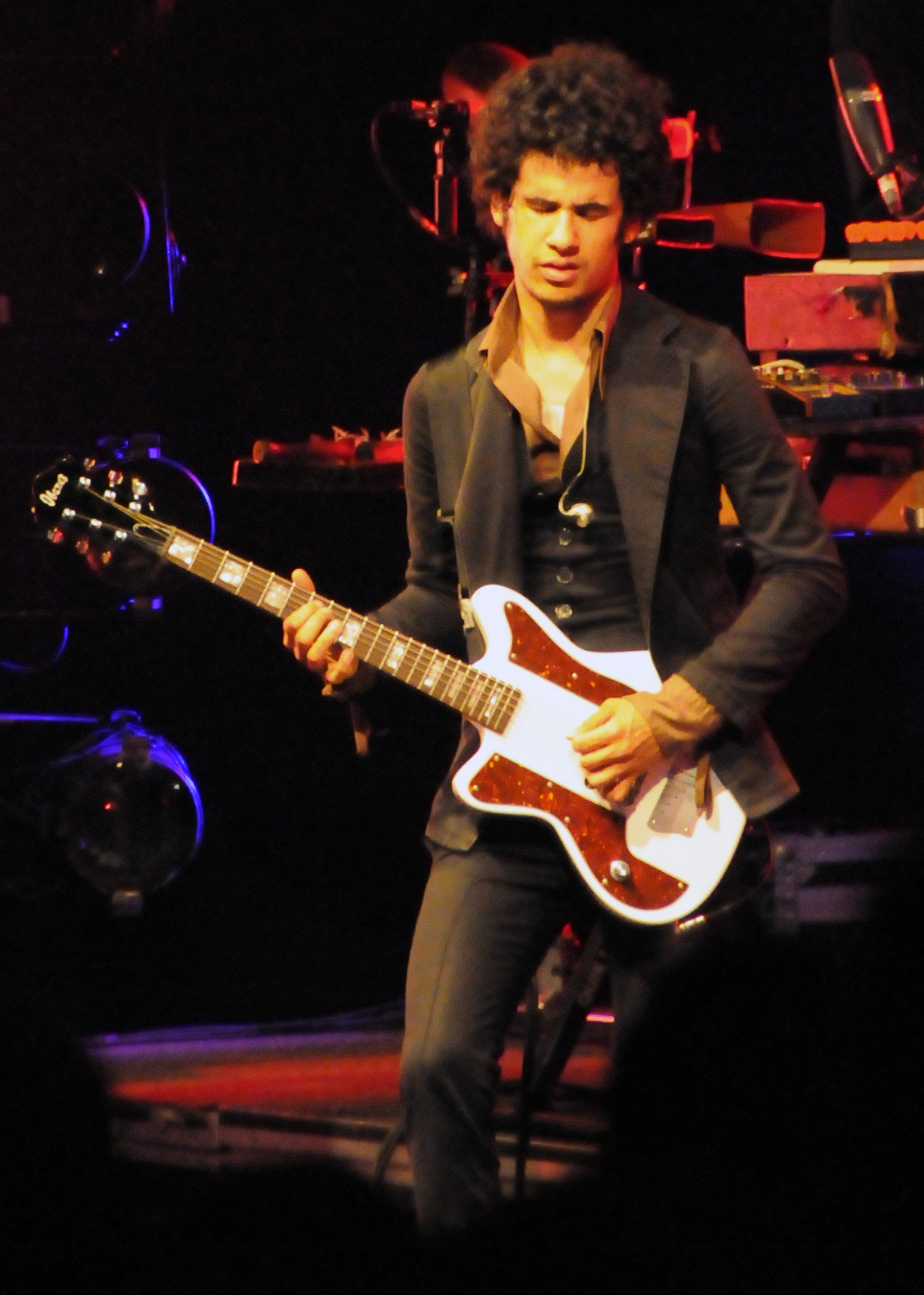
Omar Rodríguez-López

Omar Alfredo Rodríguez-López (Bayamón, Puerto Rico, 1 september 1975) is de gitarist van The Mars Volta. Hij componeert de meeste nummers en ook produceert hij albums voor de progressieve-rockgroep The Mars Volta.

## Biografie
Omar Rodríguez groeide op in El Paso (Texas, VS) maar bracht ook een deel van zijn jeugd door in South Carolina, waar hij Cedric Bixler Zavala ontmoette. Die stelde hem voor om terug te gaan naar El Paso. Met de hulp van Cedric Bixler Zavala was hij in staat om terug te keren naar El Paso, waar hij meespeelde in de band At the Drive-In als tweede zanger en basgitarist. Na het opnemen van het album Acrobatic Tenement met die band werd hij fulltime bassist, later stapte hij over op de gitaar.
Rodríguez begon zijn muzikale carrière toen hij 15 jaar was: hij was van 1990 tot 1992 zanger van de hardcoreband Startled Calf uit El Paso. Het grootste deel van zijn carrière bracht hij door met Cedric Bixler Zavala, samen werkend, soms ook samenwonend. De eerste keer dat ze samen speelden was in At the Drive-In. Toen ze in die band zaten, richtten ze ook een andere band op: DeFacto. In 2001 verlieten ze beiden At the Drive-In en begonnen ze de band The Mars Volta. Cedric Bixler verscheen ook op het soloalbum A Manual Dexterity: Soundtrack Volume 1 van Rodríguez.

## Omar Rodriguez-Lopez Quintet
Het Omar Rodriguez-Lopez Quintet is een nevenproject van Rodríguez. Er is niet veel materiaal, er zijn een paar concerten gespeeld en er is een album opgenomen.

### Leden
- Omar Rodríguez-López: gitaar
- Juan Alderete-de la Pena: basgitaar
- Marcel Rodríguez-López: drums
- Adrian Terrazas-Gonzales: saxofoon en percussie
- Money Mark: keyboard en synthesizer

## Discografie

### Solo / Omar Rodriguez-Lopez Group
- A Manual Dexterity: Soundtrack Volume 1 (2004)
- Omar Rodriguez (2005)
- Se Dice Bisonte, No Bufalo (2007)
- The Apocalypse Inside Of An Orange (2007) (als Omar Rodriguez-Lopez Quintet)
- Calibration (2008)
- Absence Makes The Heart Grow Fungus (2008)
- Old Money (2008)
- Megaritual (2009)
- Despair (2009)
- Cryptomnesia (5 mei 2009) (als El Grupo Nuevo de Omar Rodriguez Lopez)
- Los Sueños De Un Higado (live) (2009) (als Omar Rodriguez-Lopez Group)
- Xenophanes (2009)
- Solar Gambling (2009)
- Ciencia de los Inútiles (2010) (als El Trío de Omar Rodriguez Lopez)
- Omar Rodriguez-Lopez Quartet (mei 2010)

### Samenwerking met andere artiesten
- Please Heat This Eventually (2007) (met Damo Suzuki van de group Can)
- Omar Rodriguez-Lopez and Lydia Lunch (ep) (2007) (met Lydia Lunch)
- Omar Rodriguez-Lopez And Jeremy Michael Ward (2008) (met Jeremy Ward)
- The Burning Plain (2008) (soundtrack met Hans Zimmer)
- Omar Rodriguez-Lopez and John Frusciante (30 april 2010) (met John Frusciante)
- Especially In Michigan (2006) (met de Red Hot Chili Peppers)

### Startled Calf
- I Love Being Trendy (1991) - ep

### At the Drive-In
- Acrobatic Tenement (1996, heruitgave 2004) - album
- El Gran Orgo - (1997) - ep
- In/Casino/Out (1998, heruitgave 2004) - album
- Vaya (1999, heruitgave 2004) - ep
- Relationship Of Command (2000, heruitgave 2004) - album
- This Station Is Non-Operational (2005) - Compilatie

### DeFacto
- How Do You Dub? You Fight For Dub, You Plug Dub In (1999)
- Megaton Shotblast (2001)
- Légende du Scorpion à Quatre Queues (2001)
- 456132015 (2001)

### The Mars Volta
- Tremulant - ep (2002)
- De-Loused in the Comatorium - album (2003)
- Live EP - ep (2003)
- Frances the Mute - album (2005)
- A Missing Chromosome - compilatie-album (2005)
- Scabdates - livealbum (2005)
- Amputechture - album (2006)
- The Bedlam in Goliath - album (2008)
- Octahedron - album (19 juni 2009)
- Noctourniquet - album (2012)

### Gastrollen
- Shadows Collide with People - John Frusciante (2004)
- Inside of Emptiness - John Frusciante (2004)
- Curtains - John Frusciante (2004)
- White People - Handsome Boy Modeling School (2004)
- Radio Vago - Radio Vago (2005)
- Stadium Arcadium - Red Hot Chili Peppers (2006)
- Entren Los Que Quieran - Calle 13 (2010)

- Bibsys: 5071128
- Biblioteca Nacional de España: XX4934011
- Bibliothèque nationale de France: cb165274889 (data)
- Gemeinsame Normdatei: 135413869
- International Standard Name Identifier: 0000 0000 4700 8414
- Library of Congress Control Number: no2007005154
- MusicBrainz: 71297544-fd63-4c1f-8bac-5838ca201e3d
- Réseau des bibliothèques de Suisse occidentale: 02-A017384545
- Système universitaire de documentation: 14749298X
- Virtual International Authority File: 58849159
- WorldCat: E39PBJjRTKjmtvXCPQ4B6TTmBP